# Xã Frankfort, Quận Spink, South Dakota
Xã Frankfort (tiếng Anh: Frankfort Township) là một xã thuộc quận Spink, tiểu bang Nam Dakota, Hoa Kỳ. Năm 2010, dân số của xã này là 39 người.